# Troms megye

Troms elhelyezkedése Norvégiában

Troms Norvégia egyik megyéje (fylke) az ország északi részén, Észak-Norvégia földrajzi régióban.
Északkeleten Finnmark megye, délnyugaton Nordland megye határolja, tőle délre a svéd Norrbotten megye terül el, délkeleten pedig rövid szakaszon határos Finnország Lappföld tartományával is.
Nyugatra tőle az Norvég-tenger hullámzik.
A megye régebbi neve Tromsø amt.
Legnagyobb városa a megye középső északi részén elhelyezkedő, 63 596 lakosú (2004) Tromsø. Déli részének kereskedelmi központja Harstad. Fontos halászkikötő a kétemlített városon kívül Skjervøy is.

## Neve
Nevét Tromsøya (óészaki Trums) szigetéről kapta. A név jelentése feledésbe merült.

## Története

### Jelenkor
2020. január 1-én egyesítették Finnmark megyével (az új megye neve Troms og Finnmark lett), azonban 2024. január elsején a két megye újra kettéválik. 2022. június 15-én a norvég parlament döntése értelmében a korábban Nordland megyéhez tartozó Tjeldsund község Troms megye része lesz.

## Földrajza
Troms tengerpartja erősen tagolt. Nagy, hegyes szigetei jól védett parti hajózási útvonalakat alakítottak ki. Délről észak felé haladva a legnagyobb tromsi szigetek: Hinnøya északkeleti része (a déli rész már Nordlandhoz tartozik), Grytøy, Senja, Kvaløya, Ringvassøya, Reinøy, Vannøy és Arnøy. A szigetek közül néhány, mint Senja, sziklás külső parttal rendelkezik, tengerparti hegyormokkal, a belső felük azonban erdős dombokból, vízfolyásokból és megművelt területekből áll.

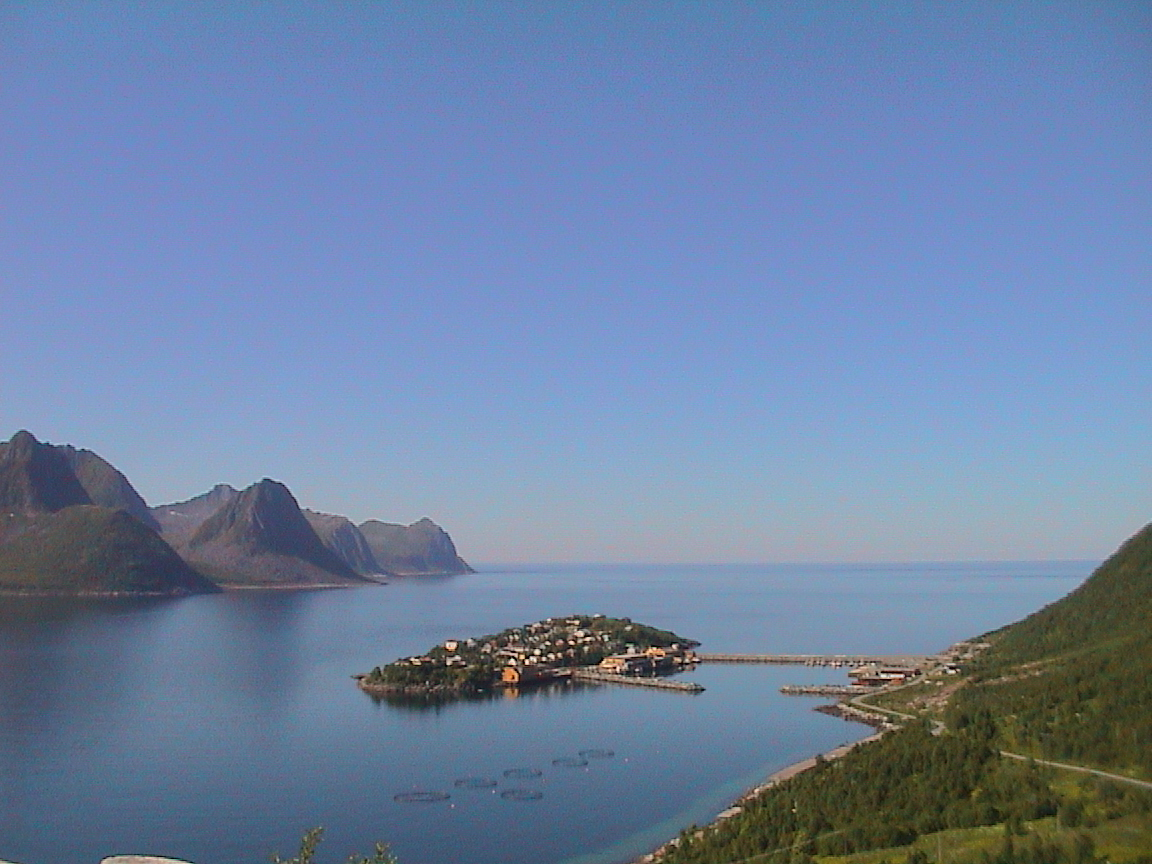
Husøy, Senja északi részén

Számos fjord nyúlik be mélyen Troms szárazföldjébe. Délről kezdve a legnagyobbak: Vågsfjord, Andfjord (Nordlanddal közös), Malangen, Balsfjord, Ullsfjord, Lyngen és Kvænangen.
A megye belsejében a legnagyobb tó az Altevatnet.
Tromsban mindenfelé hegyeket, hegységeket látunk. A legnevezetesebb közülük a Lyngsalpene (Lyngeni Alpok), amely több kisebb gleccserrel rendelkezik és itt van a megye legmagasabb hegye, az 1833 méter magas Jiekkevarre is. Számos gleccser van Kvænangenben, köztük Øksfjordjøkelen, az utolsó gleccser a kontinentális Norvégiában, amely egyenesen a tengerbe bocsátott jéghegyeket (1900 környékéig. Az itteni Jøkelfjord ma is látványos vidék. 
Troms legnagyobb folyója a Målselva (Målselv önkormányzat területén). Legnagyobb (nem a legmagasabb) vízesése a 600 méter hosszú, 20 méter magas Målselvfossen.

## Községek
A megye területe 25 községre oszlik:
| 1. Balsfjord 2. Bardu 3. Berg 4. Bjarkøy 5. Dyrøy 6. Gratangen 7. Harstad 8. Ibestad 9. Kåfjord 10. Karlsøy 11. Kvæfjord 12. Kvænangen 13. Lavangen | 1. Lenvik 2. Lyngen 3. Målselv 4. Nordreisa 5. Salangen 6. Skånland 7. Skjervøy 8. Sørreisa 9. Storfjord 10. Torsken 11. Tranøy 12. Tromsø |

Troms megye jelentősebb települései (városa): zárójelben a városi rang megítélése és a 2023. évi lakosságszám. A közigazgatásilag a településekhez tartozó, úgynevezett községi szintű területi egység (kommune), a kisebb falukkal együtt számolt népesség száma emiatt valamivel magasabb az alábbiakban megadottnál.
- Tromsø (várossá nyilvánítás éve: 1794; a város lakosainak száma: 41,915)
- Harstad (várossá nyilvánítás éve: 1904; a város lakosainak száma: 21,289)
- Finnsnes (várossá nyilvánítás éve: 2000; a város lakosainak száma: 4,917)
- Bardufoss (várossá nyilvánítás éve: 2021; a város lakosainak száma: 2,752)